# Zapoteca portoricensis
Zapoteca portoricensis es una especie de  arbusto perteneciente a la familia de las fabáceas. En Puerto Rico recibe el nombre de acacia.

## Descripción
Son arbustos erectos o escandentes, que alcanzan un tamaño de hasta 3 (–7) m de altura, ramitas teretes, ocasionalmente subtetragonales. Pinnas (1–) 3–6 (–8) pares; folíolos 15–67 pares por pinna, angostamente oblongos u oblongos a lanceolados u oblongo-obovados, 4–20 mm de largo y 1–6 mm de ancho. Cáliz 1–3 (–3.5) mm de largo; corola 3–8 (–10) mm de largo. Fruto hasta 16.5 cm de largo.

## Distribución y hábitat
Esta especie consta de 3 subespecies, distribuidas desde México hasta Brasil, Bolivia y en las Antillas; 2 subespecies fácilmente identificables se encuentran en Nicaragua.

## Taxonomía
Zapoteca portoricensis fue descrita por (Jacq.) H.M.Hern. y publicado en Annals of the Missouri Botanical Garden 73(4): 758. 1986[1987].
Subespecies
- Zapoteca portoricensis subsp. flavida (Urb.) H.M.Hern.	Son arbustos escandentes; folíolos 7–20 mm de largo y 2–6 mm de ancho; frutos hasta 16.5 cm de largo.

Sinonimia
- Acacia leucocephala Bertero ex Sprengel
- Acacia portoricensis (Jacq.) Willd.
- Anneslia portoricensis (Jacq.) Donn.Sm.
- Anneslia portoricensis Britton
- Calliandra portoricensis (Jacq.) Benth.
- Feuilleea portoricensis (Jacq.) Kuntze
- Mimosa portoricensis Jacq. basónimo[3]

subsp. flavida (Urb.) H.M.Hern.
- Acacia venusta Willd.
- Calliandra flavida Urb.
- Mimosa guineensis Schumach. & Thonn.

subsp. portoricensis (Jacq.) H.M.Hern.
- Acacia alba Colla
- Acacia colleana C.Presl
- Acacia hamiltonii Ham.
- Acacia linearis Ham.
- Acacia ungulata Desv.
- Acacia vespertina Macfad.
- Anneslia nicaraguensis (Loes.) Britton & Rose
- Anneslia spraguei Britton & Rose
- Calliandra nicaraguensis Loes.
- Calliandra nogalensis Lundell
- Calliandra portoricensis var. major Sprague
- Calliandra siltepecensis Lundell
- Calliandra spraguei (Britton & Rose) Lundell
- Lysiloma marchiana Griseb.
- Mimosa guineensis Schum. & Thonn.
- Zapoteca portoricensis subsp. portoricensis (Jacq.) H.M.Hern. Son arbustos erectos; folíolos 5–15 mm de largo y 1–3 mm de ancho; frutos hasta 12 (–14.5) cm de largo.